# 卡達之珠
卡達之珠（阿拉伯语：‎），位於卡塔尔多哈，為一面積約4平方公里的人工岛，為第一個外國人得在卡達永久持有的土地。於2015年1月，卡達之珠人口為12,000。
卡達之珠將於2018年完全建成，屆時共計有32公里長的海岸線，18,831個住房單位，並容納45,000人。卡達之珠計畫於2004年首次公布，最初建島費用為25億美元，整個計畫建設估計需150億美元。 